# ミズウオ
ミズウオ（水魚、学名：Alepisaurus ferox）は、ヒメ目ミズウオ科に属する硬骨魚類の一種。海底から離れて生活する、中層遊泳性の深海魚である。

## 分布
広い生息範囲をもち、北海道以南を含む北太平洋から、インド洋・大西洋・地中海にかけて分布する。成魚は水深900〜1,500mの深みに棲息する深海魚である。

## 特徴
深海魚の中では大型の部類で、体長1.5〜2.5mにまで成長する。体は細長く、やや左右に平べったく側扁する。体表には鱗がなく、銀色の光沢をもつ。他の多くの中層遊泳性深海魚の例とは異なり、発光器はもたない。
背鰭が非常に大きく、体の3分の2を占め、拡げると体よりも大きい。仔魚の鰭は比較的小さく、サバなど一般的な魚に似た姿をもつ。
目が大きく、吻（口先）は尖って伸びる。大きな口には鋭い牙を備え、いかつい顔つきを呈する。貪欲な肉食性の魚類で、その大きな口と牙で、深海の他の生物を見境無く丸呑みにする。時には共食いさえも行い、過大な獲物を消化管に詰まらせて死んでしまう例もある。牙は獲物を切り裂くために使われているわけではなく、捕えた獲物を逃がさない檻のような役目を果たしている。
筋肉には水分と脂肪分が多量に含まれ、煮たり焼いたりすると水分が抜けて肉が縮み、溶けてしまうかのようになる。「ミズウオ」という名前の由来はここからきており、普通は食用としての価値はほとんどないが、比較的新鮮な個体を生のまま醤油漬けにして食べると、こんにゃくのような味がするという（動物の世界26巻　1979）。

## 類似種

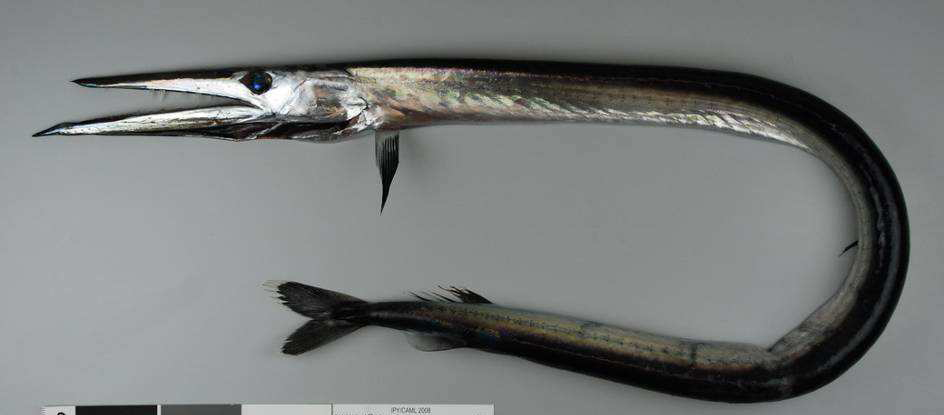
ミズウオダマシ属の1種 Anotopterus sp. （ハダカエソ科）。ミズウオダマシ類はミズウオと似た体つきをしているが、所属する科は異なる。本種は2008年に発見され、新種と考えられている

ミズウオ科には2属3種が含まれる。また、同じヒメ目のハダカエソ科（Paralepididae）に所属するミズウオダマシ属のミズウオダマシがいる。ミズウオと似ているが、ミズウオとは違い背鰭はない。牙はやや前向きで吻はより長く、下顎がやや長く突き出ているところが特徴である。
日本の北陸地方では、ノロゲンゲ（Bothrocara hollandi）を「ミズウオ」とも呼び郷土料理の食材として用いるが、ノロゲンゲはスズキ目の魚類でミズウオとの類縁関係は遠い。

## 深海汚染の指標
ミズウオは深海で生活しているが、表層水温の下がる夜間や冬季には浅海に上がってくることもある。弱った個体が浜辺に打ち上げられ、新聞やニュースなどで話題となることがある。
ミズウオはマグロ延縄にかかることもあるなど、深海魚としては比較的目に付く機会は多い。浜辺に打ち上げられたり、捕獲されたりしたミズウオの胃からは、丸呑みされた他の深海魚など貴重な標本が得られることもある。近年では、ミズウオの胃の中からビニール袋などのプラスチック製品がしばしば見つかっており、海洋汚染の実態を知る上で重要な標本となる。貪欲な性質によって飲み込まれた消化できない化学製品が、本種を衰弱させている可能性がある。